# Abby Wambach
Mary Abigail „Abby“ Wambach [ˈwɒmbɑːk] (* 2. Juni 1980 in Rochester, New York) ist eine ehemalige US-amerikanische Fußballspielerin und -trainerin. Die Stürmerin spielte von 2001 bis 2015 für die US-Nationalmannschaft. Von 2013 bis 2020 war sie die Fußballspielerin mit den meisten Länderspieltoren.  Sie wurde 2012 zur Weltfußballerin des Jahres gewählt.

## Werdegang
Wambach wuchs in Pittsford, einer Vorstadt ihres Geburtsortes Rochester, auf. Sie besuchte bis 1998 die Our Lady of Mercy High School, wo sie sowohl in der Fußball- als auch in der Basketball-Mannschaft spielte. Nach der High School wechselte sie an die University of Florida. Gleich in der ersten Saison gewann sie mit ihrer Mannschaft die Meisterschaft. Sie ist bis heute die erfolgreichste Torjägerin ihrer Universität. 2002 wurde sie als zweite Spielerin beim Draft der WUSA von Washington Freedom gezogen. Ihr Debüt in der Nationalmannschaft feierte sie am 9. September 2001, beim 4:1-Sieg gegen Deutschland im Rahmen des US-Cups, der aber wegen der Terroranschläge am 11. September 2001 abgebrochen wurde. Am 27. April 2002 schoss sie bei ihrem zweiten Einsatz beim 3:0 gegen Finnland ihr erstes Länderspieltor. 2003 holte sie mit der US-Auswahl den dritten Platz bei der Weltmeisterschaft und war Mitglied des FIFA-Allstar-Teams, das am 20. Mai 2004 gegen das Weltmeisterteam aus Deutschland spielte. 2004 gewann sie die WUSA-Meisterschaft und wurde mit der Nationalmannschaft Olympiasieger. Im Finale gegen Brasilien erzielte sie in der Verlängerung per Kopfball den Siegtreffer. Bei der Wahl zur FIFA-Weltfußballerin des Jahres belegte sie den vierten Platz. 2007 erreichte sie bei der Weltmeisterschaft erneut den dritten Platz und gewann zudem mit sechs erzielten Toren den silbernen Schuh als zweiterfolgreichste Torjägerin, zusammen mit Ragnhild Gulbrandsen. Wegen einer Verletzung fiel sie für die Olympischen Spiele in Peking aus. Am 19. Juli 2009 gelang ihr in einem Freundschaftsspiel gegen Kanada ihr hundertstes Tor für die amerikanische Nationalmannschaft. Damit ist sie die fünfte Spielerin der USA, die mindestens 100 Länderspieltore geschossen hat.
Wambach war Mitglied des Kaders der USA für die WM in Deutschland. Im ersten WM-Spiel gegen Nordkorea gab sie die Vorlage zum 1:0 und wurde zur Spielerin des Spiels gewählt. Im letzten Gruppenspiel gegen Schweden erzielte sie den Anschlusstreffer zum 1:2-Endstand. Durch diese Niederlage wurden die USA nur Gruppenzweiter und trafen im Viertelfinale auf Brasilien. In jenem Spiel gelang Wambach in der 122. Minute per Kopfball der Ausgleichstreffer zum 2:2; im Elfmeterschießen gewannen die USA mit 5:3. Das Tor wurde von der FIFA zusammen mit neun anderen Toren für die Wahl zum „Tor des Turniers“ nominiert und auf FIFA.com zum schönsten Tor gewählt. Auch im Halbfinale gegen Frankreich gelang ihr ein entscheidendes Tor und mit ihrem 121. Länderspieltor verbesserte sie sich auf den vierten Platz der Rangliste der besten Torschützinnen. Dies war zudem ihr 12. WM-Tor, womit sie mit Michelle Akers gleichzog. Im Finale gegen Japan gelang ihr in der 104. Minute der zwischenzeitliche 2:1-Führungstreffer und damit ihr 13. WM-Tor. Da Japan noch ausgleichen konnte und das anschließende Elfmeterschießen mit 3:1 gewann, bei dem Wambach als einzige US-Spielerin erfolgreich war, reichte es nur zum zweiten Platz. Mit ihrem vierten Turniertor wurde sie zum dritten Mal nacheinander beste Torschützin des US-Teams bei einer Weltmeisterschaft.
Mit ihren beiden Toren beim 13:0-Sieg gegen Guatemala am 22. Januar 2011 überholte sie Birgit Prinz und schob sich zunächst auf Platz 3 der Rangliste der besten Torschützinnen vor. Im Finale gegen Kanada erzielte sie zwei weitere Tore und verbesserte sich damit auf den 2. Platz hinter Mia Hamm, die insgesamt 158 Tore erzielt hatte.
Bei den Olympischen Spielen 2012 schoss sie in den ersten beiden Spielen jeweils ein Tor und wurde mit zunächst 6 Toren die beste US-Torschützin bei Olympischen Spielen. In den drei folgenden Spielen gelang ihr jeweils ein weiteres Tor, lediglich im mit 2:1 gegen Japan gewonnenen Finale blieb sie ohne Torerfolg. Mit insgesamt 9 Toren ist sie nach Cristiane (12) und Birgit Prinz (10) die drittbeste Torschützin bei Olympischen Spielen.
Am 12. Dezember 2012 gelangen ihr beim 4:0-Sieg gegen China ihre Länderspieltore Nr. 149 und 150.
Bei der Verleihung des FIFA Ballon d’Or am 7. Januar 2013 wurde Wambach zur FIFA-Weltfußballerin gekürt. Die Laudatio dazu hielt Hope Solo, ihre Kollegin aus der US-Nationalmannschaft.
Von 2013 bis 2014 spielte sie in der neugegründeten National Women’s Soccer League, der höchsten amerikanischen Profiliga im Frauenfußball, für das Franchise der Western New York Flash. Nachdem sie für 2015 eine Karrierepause im Ligabetrieb angekündigt hatte, wurde sie Ende März 2015 von den Flash zum Seattle Reign FC transferiert.
Am 13. Februar 2013 machte sie beim 3:1-Sieg gegen Schottland als achte US-Amerikanerin ihr 200. Länderspiel und führte aus diesem Anlass die Mannschaft als Spielführerin auf das Feld.
Am 20. Juni 2013 erzielte sie beim 5:0 gegen Südkorea in der ersten Halbzeit vier Tore und stellte dabei zunächst den Weltrekord von Mia Hamm von 158 Toren ein und steigerte ihn anschließend auf 160 Tore.

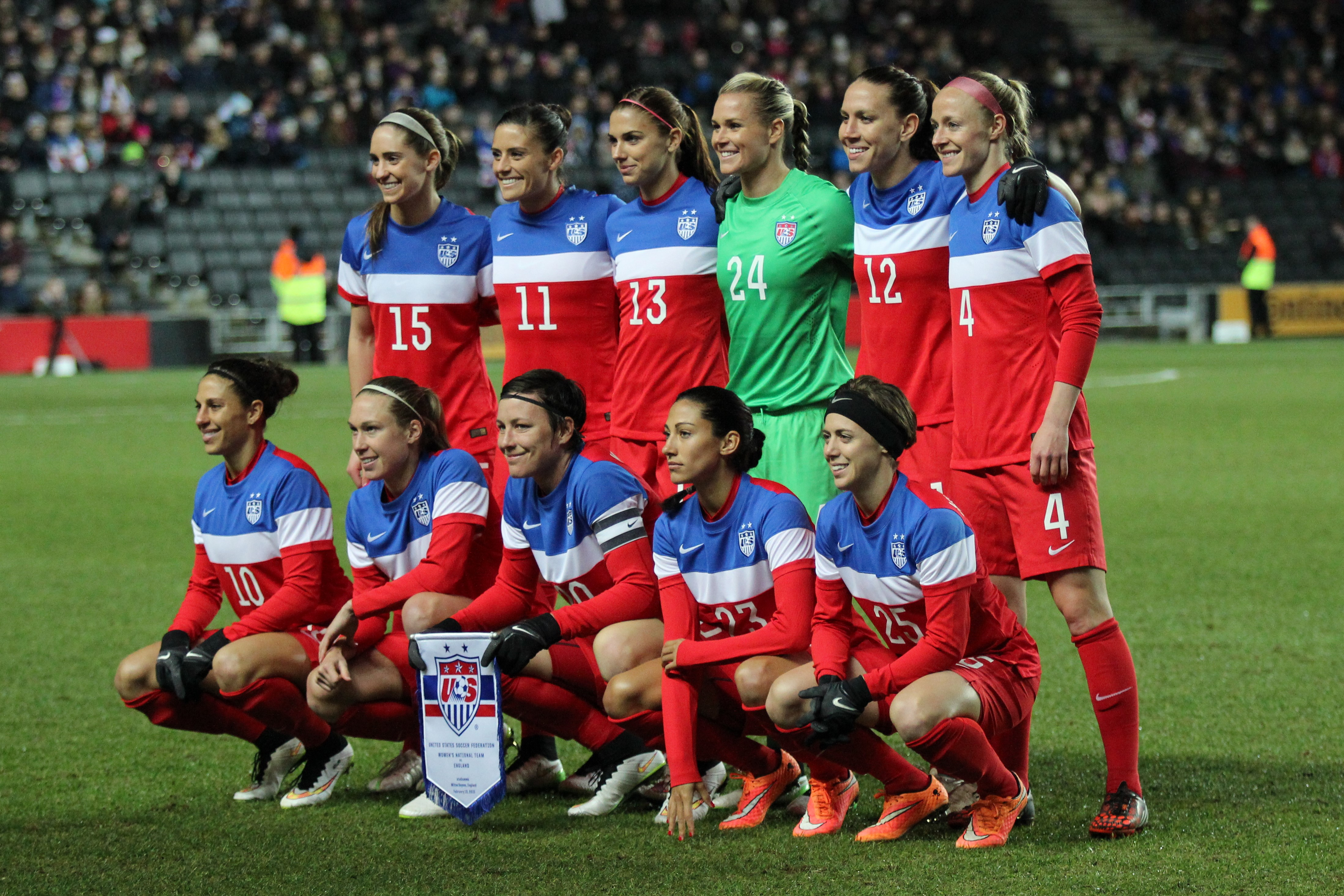
Wambach (Nr. 20, mit Verbandswimpel) mit der US-Nationalmannschaft vor dem Spiel gegen England am 13. Februar 2015

Sie gehörte auch zum Kader der USA für die WM 2015 in Kanada. Sie kam zwar in allen sieben Spielen zum Einsatz, stand aber nur in den  Gruppenspielen gegen Australien und  Nigeria – gegen das sie das Tor zum 1:0-Sieg erzielte – und im  Achtelfinale gegen Kolumbien in der Startelf, wobei sie die Mannschaft als Kapitänin aufs Spielfeld führte, da die eigentliche Kapitänin Christie Rampone nicht eingesetzt wurde. In den anderen Spielen wurde sie jeweils in der Schlussphase eingewechselt. Im Finale gegen Japan, das ihre Mannschaft mit 5:2 gewann, übernahm sie nach ihrer Einwechslung die Kapitänsbinde von der zweiten Ersatzkapitänin Carli Lloyd, gab diese aber an Christie Rampone weiter, als diese auch noch eingewechselt wurde. Beide nahmen dann gemeinsam den WM-Pokal in Empfang. Am 1. November 2015 kündigte sie zum Jahresende 2015 ihr Karriereende an.
Am 16. Dezember 2015 bestritt sie beim 0:1 gegen China in New Orleans ihr 255. und letztes Länderspiel. Zum Jahresende beendete sie ihre Karriere.
Ihre 184 Länderspieltore wurden erst am 29. Januar 2020 von der Kanadierin Christine Sinclair überboten.

## Persönliches
Wambach heiratete im Oktober 2013 ihre damalige Teamkollegin Sarah Huffman in Hawaii. Im September 2016 ließ sich das Paar scheiden. Am 14. Mai 2017 heiratete sie die christliche Bloggerin und Autorin Glennon Doyle Melton.

## Erfolge
- Olympiasiegerin 2004 und 2012
- Vize-Weltmeisterin 2011
- Weltmeisterin 2015
- CONCACAF-Women’s-Gold-Cup-Siegerin 2002, 2006 und 2014
- CONCACAF-Women’s-Gold-Cup-Torschützenkönigin 2006 (zusammen mit drei anderen Spielerinnen), 2010 und 2014
- Rekordtorschützin beim Algarve-Cup (23 Tore)
- Internationale Rekordtorschützin (184 Tore – Stand: 9. März 2019)

## Auszeichnungen
- US-Fußballerin des Jahres 2003, 2004, 2007, 2010, 2011 und 2013 (Rekord)
- 2011: Silberner Ball als zweitbeste Spielerin der WM
- 2011: Bronzener Schuh als drittbeste Torschützin der WM
- 2011: Berufung in die Mannschaft des Turniers bei der Weltmeisterschaft
- 2011: Nominiert für den FIFA Ballon d’Or
- 2011: Associated Press Athlete of the Year
- 2012: Gewinnerin FIFA Ballon d’Or
- 2013 und 2014: Nominiert für die Wahl zur Weltfußballerin[22]
- 2013: Wahl in das All-Time Women’s National Team Best XI[23]